# Бела (фільм, 1927)
«Бе́ла» (інша назва: «Людина-шуліка») — радянський художній фільм-драма 1927 року, знятий режисером Володимиром Барським на студії «Держкінпром Грузії».

## Сюжет
Драма за однойменною главою роману М. Ю. Лермонтова «Герой нашого часу». Головний герой картини, Печорін, служить у глухій фортеці на Кавказі. Якось у сусідньому аулі на весіллі він зустрів дочку місцевого князя, Белу. За допомогою брата дівчини, Азамата, Печорін відвозить її в фортецю, де він служить. За допомогу Печорін дарує Азамату коня, якого краде в розбійника Казбича. Захоплення Печоріним Белою незабаром минає, і він дедалі частіше проводить час на полюванні. В одній з поїздок головного героя на полювання, Казбич підстерігає Белу і вбиває її.

## У ролях
- Микола Прозоровський — Печорін
- Тіна Мачаваріані — Бела
- Володимир Оболенський — Максим Максимич
- Іліко Мерабішвілі — Азамат, брат Бели
- Олександр Такайшвілі — Казбич
- Васо Арабідзе — батько Бели
- Белла Белецька — дружина казначея
- Михайло Корелі — казначей фортеці
- Г. Сарчімелідзе — кур'єр
- Наталія Татосова — Гюльнар, сестра Бели
- Олена Чарська — мати Бели
- Тетяна Вишневська — сестра Бели

## Знімальна група
- Режисер — Володимир Барський
- Сценарист — Володимир Барський
- Оператори — Фердинанд Гегеле, Антон Полікевич
- Художники — Федір Пуш, Валеріан Сідамон-Еріставі, Полікарп Казакевич